# Asplenium squamosum
Asplenium squamosum är en svartbräkenväxtart som beskrevs av Carolus Linnaeus. Asplenium squamosum ingår i släktet Asplenium och familjen Aspleniaceae. Inga underarter finns listade.